# Mopso (argonauta)

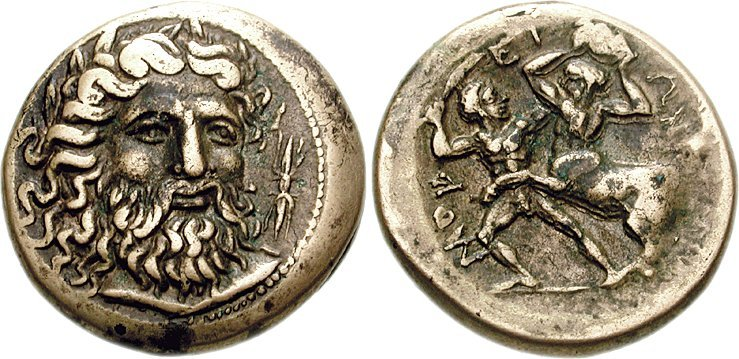
Moneda de bronce con la efigie de Zeus en una cara y el lápita Mopso luchando contra un centauro en la otra (ca. 350 a. C.)

En la mitología griega, Mopso (Μόψος / Mopsos), hijo de Ámpix y una ninfa (a veces nombrada como Cloris y a veces como Aregonis). Mopso nació en Titaresia, en el norte de Tesalia. Fue vidente y augur. En Tesalia, el nombre del lugar Mopsion recordaba el suyo.
Mopso fue uno de los dos videntes de los Argonautas, y se decía que entendía el lenguaje de las aves, después de haber aprendido de Apolo el arte del augurio.
Compitió en el concurso de pugilato en los juegos funerarios del padre de Jasón  y estaba entre los lápitas que lucharon contra los centauros. Mientras huía a través del desierto libio de las enojadas hermanas de la de gorgona Medusa, murió debido a la mordedura de una víbora que había crecido de una gota de la sangre de Medusa. Medea no pudo salvarlo, ni siquiera mediante la magia. Los argonautas lo enterraron en un monumento junto al mar, y más tarde se erigió un templo en el sitio.
Ovidio lo sitúa en la caza del jabalí de Calidón, aunque ésta fue después del regreso de los Argonautas y la supuesta muerte de Mopso.
La primera muestra de Mopso en la historia es una inscripción en la correa del escudo de un soldado, que se encuentra en Olimpia y data de ca. 600-575 a. C.